# ウラ・ウェルブルック
ウラ・ウェルブルック（ Ulla Werbrouck 1972年1月24日 - ) はベルギー出身の柔道選手。現役時代は70kg級の選手。身長180cm。

## 人物
世界ジュニアで優勝するなど、ジュニアの頃から活躍していた選手でベルギー国内では早くからベルグマンス2世と呼ばれて期待される存在だった。1996年アトランタオリンピックでは72kg級で金メダルを獲得した。一方で、世界選手権では何度もメダルを獲得しながら結局優勝できずに終わった。現役引退後は、政界に進出してベルギーの代議院メンバーとなった。

## 主な戦績
66kg級での戦績
- 1987年 - ベルギージュニア国際　優勝
- 1987年 - ヨーロッパジュニア　2位

72kg級での戦績
- 1988年 - ヨーロッパジュニア　優勝
- 1988年 - 福岡国際　3位
- 1989年 - フランス国際　2位
- 1989年 - イギリス国際　2位
- 1989年 - ヨーロッパ選手権　3位
- 1989年 - オーストリア国際　3位
- 1989年 - ヨーロッパジュニア　優勝
- 1990年 - ドイツ国際　優勝
- 1990年 - 世界ジュニア　優勝
- 1990年 - ヨーロッパ選手権　3位
- 1990年 - ヨーロッパジュニア　優勝
- 1991年 - フランス国際　3位
- 1991年 - ヨーロッパ選手権　3位
- 1991年 - 世界選手権　7位
- 1991年 - 福岡国際　2位
- 1992年 - フランス国際　3位
- 1992年 - ベルギー国際　優勝
- 1992年 - ヨーロッパ選手権　2位
- 1993年 - チェコ国際　3位
- 1993年 - オランダ国際　優勝
- 1993年 - ヨーロッパ選手権　2位
- 1993年 - 世界選手権　7位
- 1994年 - ドイツ国際　優勝
- 1994年 - チェコ国際　優勝
- 1994年 - ポーランド国際　優勝
- 1994年 - ヨーロッパ選手権　優勝
- 1994年 - グッドウィルゲームズ　優勝
- 1994年 - 福岡国際　優勝
- 1995年 - フランス国際　優勝
- 1995年 - ドイツ国際　優勝
- 1995年 - ヨーロッパ選手権　優勝
- 1995年 - 世界選手権　2位
- 1996年 - フランス国際　3位
- 1996年 - ドイツ国際　優勝
- 1996年 - ヨーロッパ選手権　優勝
- 1996年 - アトランタオリンピック　優勝
- 1996年 - 福岡国際　優勝
- 1997年 - フランス国際　3位
- 1997年 - オランダ国際　2位
- 1997年 - ヨーロッパ選手権　優勝
- 1997年 - 世界選手権　3位

70kg級での戦績
- 1998年 - ドイツ国際　2位
- 1998年 - チェコ国際　優勝
- 1998年 - ヨーロッパ選手権　優勝
- 1998年 - ワールドカップ国別団体戦　3位
- 1999年 - フランス国際　3位
- 1999年 - ドイツ国際　3位
- 1999年 - チェコ国際　2位
- 1999年 - ヨーロッパ選手権　優勝
- 1999年 - 世界選手権　2位
- 2000年 - フランス国際　優勝
- 2000年 - ドイツ国際　5位
- 2000年 - ヨーロッパ選手権　3位
- 2000年 - シドニーオリンピック　5位
- 2001年 - フランス国際　5位
- 2000年 - 福岡国際　2位
- 2001年 - ブルガリア国際　3位
- 2001年 - フランス国際　優勝
- 2001年 - ドイツ国際　優勝
- 2001年 - ヨーロッパ選手権　優勝
- 2001年 - 世界選手権　3位
- 2001年 - 福岡国際　優勝
- 2002年 - ドイツ国際　3位